# Maryse Rouy
Pour les articles homonymes, voir Rouy (homonymie).
Maryse Rouy, née le 4 novembre 1951 à Saint-Laurent-sur-Save (France), est une romancière québécoise.

## Biographie
Maryse Rouy est née en 1951 dans le sud de la France et vit à Montréal. De son arrivée au Québec en 1975 jusqu'en 2007 elle a enseigné à l'élémentaire. Conjointement à ses activités d'enseignante, elle a fait des études de littérature et de sciences médiévales à l'Université de Montréal. À la suite d'une maîtrise sur la poésie des troubadours, poètes lyriques occitans médiévaux, elle a entamé une carrière de romancière. 
Après plusieurs romans consacrés à la période féodale, elle est passée à l'histoire du Québec. Elle s'est d'abord intéressée aux patriotes, avec Mary l'Irlandaise, au Montréal de la Seconde Guerre mondiale avec les quatre tomes d'Une jeune femme en guerre et aux années 60 avec Les Pavés de Carcassonne et De Retour à Montréal. Dans un autre registre, Les Arbres bleus de Charlevoix raconte une histoire contemporaine. Avec Les Chroniques de Gervais d'Anceny, elle a entrepris l'écriture d'une série policière dont l'action, qui se déroule à la fin du XIVe siècle, comporte quatre tomes. Elle est ensuite revenue à l'histoire du Québec, d'abord les années 1920, avec À l'hôtel des pays d'en haut, puis la décennie suivante dans les quatre tomes de la saga montréalaise La maison d'Hortense.

### Récits
- Être du monde, Montréal, Druide, 2019, 200 p.

### Romans pour adultes
- Azalaïs ou la Vie courtoise, Montréal, Québec Amérique, 1995, 277 p. (finaliste du prix Desjardins 1996 et du grand prix des lectrices et des lecteurs du Journal de Montréal 1996) ; Paris, De Fallois, 1996, 287 p. ; Montréal, Québec Loisirs, 1996, 277 p. [rééd. dans la collection « QA compact» en 2002].
- Guilhèm ou les Enfances d'un chevalier, Montréal, Québec Amérique, 1997, 336 p.
- Les Bourgeois de Minerve, Montréal, Québec Amérique, 1999, 317 p. ; Paris, France Loisirs, 1999, 305 p.
- Mary l’Irlandaise, Montréal, Québec Amérique, 2001, 375 p. ; Paris, France Loisirs, 2001, 351 p. [rééd. dans la collection « QA compact » en 2004].
- Au Nom de Compostelle, Montréal, Québec Amérique, 2003, 276 p. (récipiendaire du prix Saint-Pacôme du roman policier).
- Les Jardins d’Auralie, Montréal, Québec Amérique, 2005, 237 p.
- Une jeune femme en guerre, été 1943 - printemps 1944, tome 1, Montréal, Québec Amérique, 2007,  325 p. (finaliste des grands prix littéraires Archambault).
- Une jeune femme en guerre, printemps 1944 - été 1945, tome 2, Montréal, Québec Amérique, 2008,  341 p.
- Une jeune femme en guerre, Jacques ou les échos d'une voix, tome 3, Montréal, Québec Amérique, 2009, 335 p.
- Une jeune femme en guerre, automne 1945 - été 1949, tome 4, Montréal, Québec Amérique, 2010, 267 p.
- Les Pavés de Carcassonne, mai 1963 - janvier 1964, tome 1, Montréal, Québec Amérique, 2012, 261 p.
- Les Arbres bleus de Charlevoix, Montréal, Druide, 2012, 256 p.
- De Retour à Montréal, Les Pavés de Carcassonne, juillet 1966 - juillet 1967, Montréal, Québec Amérique, 2013, 268 p.
- Meurtre à l'hôtel Despréaux, Les Chroniques de Gervais D'Anceny, Montréal, Druide, 2014, 292 p. (finaliste du prix Arthur-Ellis).
- Voleurs d'enfants, Les Chroniques de Gervais D'Anceny, Montréal, Druide, 2015, 306 p.
- L'Affaire Guillot, Les Chroniques de Gervais D'Anceny, Montréal, Druide, 2016, 330 p.
- La mort en bleu pastel, Les Chroniques de Gervais D'Anceny, Montréal, Druide, 2017, 299 p.
- Toute la chaleur du Nord, Montréal, Druide, 2020, 258 p.
- À l'hôtel des pays d'en haut, Montréal, Hurtubise, 2020, 271 p.
- La Maison d'Hortense, printemps - été 1935, T1, Montréal, Hurtubise, 2022, 326 p.
- La Maison d'Hortense, printemps - été 1936, printemps - été 1937, T2, Montréal, Hurtubise, 2022, 321 p.
- La Maison d'Hortense, été 1938, été 1939, T3, Montréal,  Hurtubise, 2023, 323 p.
- La Maison d'Hortense, De guerres lasses, T4, Montréal, Hurtubise, 2024, 265 p.

### Nouvelles
- Le Permis, Arcade, n° 47 («Le Mythe du deuxième sexe»), été 1999, p. 57-59.
- Le Fablier, Histoires de livres, Jacques Allard dir., Hurtubise, 2010, p. 119-127.
- Le secret du tome trois, Crimes à la bibliothèque, Richard Migneault dir., Druide, 2015.
- La Paruline, De racines et de mots, Persistance des langues en Amérique du Nord, Émilie Guilbeault-Cayer et Richard Migneault dir., Septentrion, 2021, prix de l’Association québécoise des professeurs et professeures de français (AQPF) 2022.

### Romans pour la jeunesse
- Une terrifiante Halloween, Montréal, Québec Amérique, 1997, 116 p.
- Jordan apprenti-chevalier, Montréal, Hurtubise HMH, 1999, 103 p.
- La Revanche de Jordan, Montréal, Hurtubise HMH, 2000, 107 p.
- Prisonniers dans l’espace, Montréal, Québec Amérique, 2000, 83 p.
- Jordan et la Forteresse assiégée, Montréal, Hurtubise HMH, 2001, 105 p. (finaliste du prix Saint-Exupéry — Valeurs Jeunesse» 2002).
- La Chèvre de bois, Montréal, Hurtubise HMH, 2002, 133 p.
- L'insolite Coureur des bois, Montréal, Hurtubise HMH, 2003, 146 p.
- Jordan apprenti-chevalier, Paris, Le Sablier, 2004, 191 p.
- Le Triomphe de Jordan, Montréal, Hurtubise HMH, 2005, 97 p.
- La Funambule, Montréal, Hurtubise HMH, 2006, 127 p. (finaliste du prix Hackmatack).
- Le Chevalier Jordan, Montréal, Hurtubise HMH, 2006, 428 p.
- Les Combats de Jordan, Montréal, Hurtubise, 2009, 280 p.
- Un Avion dans la nuit, Montréal, Hurtubise, 2010, 109 p. (prix Saint-Exupéry — Valeurs Jeunesse» 2010).
- Je n'irai pas en classe de neige, Montréal, Hurtubise, 2011, 131 p.
- Les Illustres Farceurs, Montréal, Hurtubise, 2014, 145 p.
- L'Épopée de Petit-Jules, Montréal, Hurtubise, 2015, 141 p.
- Sur une Île inventée, Montréal, Hurtubise, 2018, 204 p.

## Honneurs
- 2003 : Prix Saint-Pacôme du roman policier pour Au nom de Compostelle[2]